# Denny Laine
Pour les articles homonymes, voir Laine (homonymie).
Denny Laine, nom de scène de Brian Frederick Arthur Hines, né  le 29 octobre 1944 à Birmingham (Angleterre) et mort le 5 décembre 2023 à Naples (Floride), est un guitariste britannique de rock, connu comme membre fondateur des Moody Blues dans les années 1960, puis comme guitariste/bassiste/chanteur des Wings avec Paul McCartney et son épouse Linda durant la décennie suivante.

## Biographie
Né Brian Frederick Arthur Hines le 29 octobre 1944 à Tyseley, district de Birmingham en Angleterre. Très vite, il se met à la guitare et est influencé par des chanteurs comme Chuck Berry, Buddy Holly, mais sa principale influence est Django Reinhardt.

### Carrière
Denny Laine commence par monter un groupe nommé Denny and the Diplomats à Birmingham au début des années 1960 et, en 1964, il dissout la formation.
Peu après, il reçoit un appel de Ray Thomas et Mike Pinder pour former un nouveau groupe, The M&B Five, mais ce nom évolue rapidement pour devenir The Moody Blues. Denny Laine chante le premier grand succès du groupe, Go Now, une reprise écrite en 1964 par Bessie Banks et Milton Bennett. Parmi les autres chansons ayant un certain succès, citons : I Don't Want To Go On Without You, et deux hits en Angleterre : From the Bottom of My Heart (I Love You) et Everyday. Les trois titres sont crédités à Laine et Pinder.
Denny Laine chante également sur Can Nobody Love You ? et Bye Bye Bird, qui connaît un certain succès en France.
Un EP homonyme est produit, puis The Magnificent Moodies, le premier album, sort sur le label Decca. En Amérique, il sort sous le titre Go Now - Moody Blues #1 en 1965 sur le label London Records.
Laine et Pinder écrivent la plupart des faces B du groupe au cours de la période 1965-1966, telles que You Don't (All the Time), And My Baby's Gone et This Is My House.
Le séjour de Denny Laine auprès des Moody Blues est relativement bref puisqu'en octobre 1966, après un certain nombre d'échecs comparatifs, il les quitte. Un dernier single, toutefois, est enregistré en janvier 1967 : Life's Not Life. Laine est remplacé par Justin Hayward et le groupe amorçe alors une période de rock progressif.

#### Electric String Band et début de carrière solo
Denny Laine forme alors l'Electric String Band en décembre 1966, avec Denny à la guitare et au chant, Trevor Burton (ex-The Move) à la guitare, Viv Prince (ex-Pretty Things) à la batterie et Binky McKenzie à la basse, dans un format qui n’est pas différent de ce que tenterait plus tard Electric Light Orchestra. En juin 1967, le groupe partage la scène avec le Jimi Hendrix Experience et Procol Harum au Saville Theatre à Londres. Cependant, cette prestation ne retient pas l'attention nationale et le groupe se sépare.
En même temps, Denny Laine enregistre deux singles en tant qu’artiste solo : Say You Don't Mind/Ask The People en avril 1967 sur Deram Records et Too Much in Love/Catherine's Wheel en janvier 1968, toujours sur Deram. Les deux morceaux sont des échecs, bien que Say You Don't Mind devienne un hit, no 15 en 1972, lorsqu’il est enregistré par l’ancien leader du groupe britannique The Zombies, le chanteur Colin Blunstone, que l'on retrouvera plus tard sur certains albums d’Alan Parsons Project.

#### Balls et Ginger Baker's Air Force
Denny Laine et Burton rejoignent ensuite le groupe Balls en février 1969, et y restent jusqu'à sa dissolution en 1971. Ils prennent également le temps de jouer avec Ginger Baker's Air Force en 1970.
Balls ne publie qu'un seul single, Fight for My Country/Janie, Slow Down sur UK Wizard Records. La face A est rééditée plus tard sur le label Wizard et publiée au Royaume-Uni et aux États-Unis sur Epic records sous le nom de Trevor Burton ; Laine et Burton partagent le chant sur la Face B. Le single est réédité à nouveau sous le nom de B.L.W. Live in the Mountains pour un label distribué par Pye, "Paladin". Douze pistes sont enregistrées pour un album du groupe Balls, mais il n'est jamais publié. À noter qu'Alan White, le batteur de Yes, joue sur le single de Balls et accompagne Ginger Baker's Airforce en tournée, mais n'apparaît pas sur leurs deux albums studios.

#### Wings
En 1971, Denny Laine rejoint Paul McCartney (après la dissolution des Beatles l'année précédente) pour former les Wings, et reste avec le groupe pendant 10 ans jusqu'à sa séparation en 1981. Il joue de la guitare — autant solo que rythmique, il chante, fait les chœurs, joue des claviers et de la basse, et écrit des chansons, seul ou avec l'un ou l'autre des membres du groupe. Denny, Paul et sa femme Linda forment le noyau du groupe. Les albums Band on the Run et London Town sont écrits et enregistrés en tant que trio. Le deuxième album solo de Denny Laine, Holly Days, publié à cette époque, est également enregistré par le trio de base des Wings et produit par Paul.
Avec ce groupe, Denny Laine connaît les plus grands succès commerciaux et critiques de sa carrière, notamment la chanson Mull of Kintyre, qui a atteint le no 1 au Royaume-Uni en 1977 et y est le single alors le plus vendu. Laine co-écrit et chante également sur Deliver Your Children, qui est publié en tant que face B du single, mais ne s'est classé qu'aux Pays-Bas.
En janvier 1980, alors que le groupe entame une tournée au Japon, McCartney est arrêté pour possession de marijuana à son arrivée à l'aéroport de Tokyo. La tournée est annulée et les membres du groupe, sauf Linda, rentrent en Angleterre. À son retour en Angleterre, McCartney décide de sortir son album solo, McCartney II, et les plans pour une tournée automnale des Wings aux États-Unis sont abandonnés. Pendant ce temps, l'avenir du groupe étant incertain, Laine sort un album solo, Japanese Tears en décembre, avec la chanson titre comme single. Il forme également un groupe de courte durée, le Denny Laine Band, avec le batteur des Wings, Steve Holley.
Le 27 avril 1981, Denny Laine annonce qu'il quitte les Wings en raison de la réticence de McCartney à faire une tournée après le meurtre de John Lennon, le 8 décembre 1980. Cependant, il travaille sur les albums Tug of War et Pipes of Peace de Paul et a co-écrit une chanson de plus avec lui, Rainclouds. À la même époque, il assure les chœurs sur la chanson All Those Years Ago, de George Harrison, à laquelle participent également Paul McCartney et Ringo Starr.

#### Carrière solo
Denny Laine signe avec Scratch Records et commence à travailler sur un nouvel album, Anyone Can Fly. Il enregistre ensuite d'autres albums solo tels que Hometown Girls, Wings on My Feet et Lonely Road avant de revenir à Scratch pour écrire et enregistrer son album-hommage à son ancien groupe, Wings at the Sound of Denny Laine.
Il est également présenté dans trois fanzines, dont Ahh Laine, écrit la comédie musicale Arctic Song et sort deux autres albums : Master Suite et Reborn... Again. De 1997 à 2002, il tourne avec le groupe rock World Classic Rockers, puis en tant qu'artiste solo avec son groupe The Denny Laine Band, et parfois avec d'autres formations.

### Mort
Denny Laine meurt le 5 décembre 2023 à Naples en Floride des suites d'une maladie pulmonaire.

### Vie privée
Brièvement marié à Jo Jo Hines, avec laquelle Denny Laine a un fils, Laine Hines et une fille, Heidi Hines.
Il a trois autres enfants, nés d'autres relations : Lucianne Grant (avec Helen, la fille de Peter Grant, le manager de Led Zeppelin), Damian James (avec le top model Catherine James) et Ainsley Laine-Adams.
Denny Laine s'est installé aux États-Unis et vit aux environs de New York avec sa compagne Elizabeth, jusqu'à sa mort.

## Distinction
En 2018, Denny Laine est introduit au Rock and Roll Hall of Fame en tant que membre des Moody Blues.

## Discographie

### The Moody Blues
- 1965 : The Magnificent Moodies.

### Electric String Band
- 1966 : Ask The People/Catherine's Wheel/Why Did You Come - Maxi single. Ces trois titres sont ensuite sortis sur un album compilation en 1974.
- 1974 : Hard Up Heroes II - When The Beeb Was Cool!! Rarities Live On The Air - The Sixties - Artistes variés.

### Balls
- 1970 : Fight For My Country/Hound Dog Howling - Single - Avec Trevor Burton et Alan White.

### Ginger Baker's Air Force
- 1970 : Ginger Baker's Air Force - Avec l'ex-batteur de Cream, Ginger Baker, les ex-Blind Faith Steve Winwood et Chris Wood, Graham Bond, etc.
- 1970 : Ginger Baker's Air Force 2.

### Wings

#### Albums studio
- 1971 : Wild Life
- 1973 : Red Rose Speedway
- 1973 : Band on the Run
- 1975 : Venus and Mars
- 1976 : Wings at the Speed of Sound
- 1978 : London Town
- 1979 : Back to the Egg - Avec David Gilmour, Pete Townshend, John Paul Jones, John Bonham, Kenney Jones, etc.

#### Albums live
- 1976 : Wings over America
- 1981 : Concerts for the People of Kampuchea.

### Paul McCartney

#### Albums studio
- 1982 : Tug of War - Denny Laine joue des guitares, de la guitare synthé, de la basse et du synthétiseur sur six titres.
- 1983 : Pipes of Peace - Denny Laine à la guitare, aux claviers et au chant.

#### Compilations
- 1987 : All the Best!
- 1993 : The Paul McCartney Collection - Boîtier de 16 CD.
- 2001 : Wingspan: Hits and History - 2 CD
- 2016 : Pure McCartney - 2 CD

### Denny Laine with Paul McCartney and friends
- 1982 : Lover's Light.

### Solo
- Aah Laine (1973)
- Holly Days (1976) - Produit par Paul McCartney, qui chante et joue avec son épouse Linda.
- Japanese Tears (1980) - Avec Paul et Linda McCartney et des membres des Wings.
- Anyone Can Fly (1982)
- Hometown Girls (1985) - Mel Collins au saxophone
- Wings on my feet (1987) - Rick Wakeman aux claviers
- Master Suite (1988)
- Lonely Road (1988)
- All I want is Freedom  (1990)
- Go Now (1995)
- Reborn... Again (1996)
- Wings At The Sound Of Denny Laine (1996)
- In Time (1998)
- Performs the Hits of Wings (2007)
- The Blue Musician (2008)

### Collaborations
- 1973 : Live and Let Die, chanson thème du film de la série James Bond - Joue avec le groupe Wings.
- 1974 : McGear de Mike McGear - Mike McGear est le frère de Paul McCartney, Denny Laine joue de la guitare et assure les chœurs, avec Paul et Linda McCartney ainsi que Brian Jones des Rolling Stones qui jouent aussi sur l'album.
- 1980 : The Reluctant Dog de Steve Holley
- 1981 : Somewhere in England de George Harrison - Chœurs sur All Those Years Ago avec Paul et Linda McCartney.
- 1982 : Tug of War de Paul McCartney
- 1982 : Standard Time de Laurence Juber - Le guitariste des Wings en 1978, Denny Laine joue de l'harmonica sur la chanson Maisie.
- 1983 : Pipes of Peace de Paul McCartney
- 1985 : Wind in the Willows d'Eddie Hardin - Avec Zak Starkey, Denny Laine joue sur une chanson.
- 1996 : I Wish It Could Be Christmas Everyday - Artistes variés - Denny Laine est présent sur une chanson.
- 1998 : Wide Prairie de Linda McCartney - Album posthume de Linda McCartney enregistré entre 1972 à 1998, Denny Laine joue sur six chansons.